# Dolichurus silvicola
Dolichurus silvicola är en  stekelart som beskrevs av Karl V. Krombein 1979.
Dolichurus silvicola ingår i släktet Dolichurus och familjen Ampulicidae. Inga underarter finns listade i Catalogue of Life.